# Collet de Terra Negra

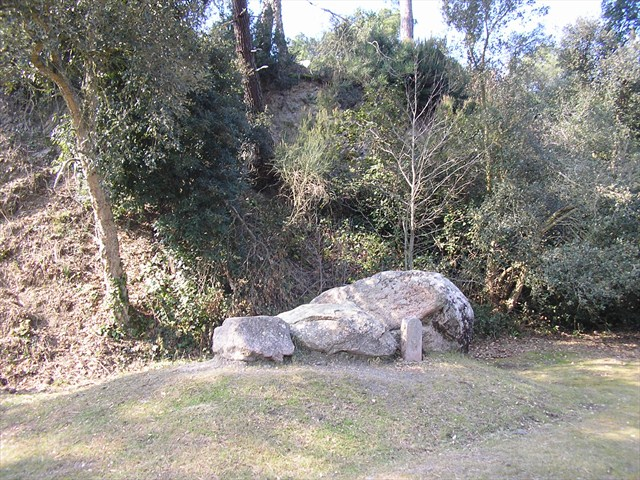
La Pedra del Pelegrí

El collet de Terra Negra és el coll on conflueixen els termes municipals de Caldes de Malavella, Tossa de Mar i Vidreres (La Selva) i Llagostera (Gironès). En un determinat punt, coincideixen alhora els quatre termes. Actualment, hom hi ha erigit una fita simbòlica.
El Collet de Terra Negra (anomenat erròniament alguna vegada l'Atalaia o Talaia) és el punt nord-oest d'entrada a la vall de Tossa, mitjançant la carretera GI-681 i lloc de naixença de la Riera de Tossa. A Terra Negra es troba la Pedra del Pelegrí, una roca des d'on cada any, des de temps immemorial, el Pelegrí de Tossa es dirigeix als seus acompanyants exclamant per tres vegades el tradicional Ep! Ei! Hi som tots? abans d'abandonar el terme de Tossa en direcció a Santa Coloma de Farners.